# Saint-Pierre-de-Nogaret
Saint-Pierre-de-Nogaret è un comune francese di 161 abitanti situato nel dipartimento della Lozère nella regione dell'Occitania.

## Società

### Evoluzione demografica
Abitanti censiti